# Лейк-Голком (Вісконсин)
Лейк-Голком (англ. Lake Holcombe) — місто (англ. town) в США, в окрузі Чиппева штату Вісконсин. Населення — 1011 особа (2020).

## Демографія
Згідно з переписом 2010 року, у місті мешкала 1031 особа в 464 домогосподарствах у складі 322 родин. Було 714 помешкання
Расовий склад населення:
| - 97,1 % — білих - 1,1 % — азіатів - 0,4 % — корінних американців - 0,1 % — чорних або афроамериканців |

До двох чи більше рас належало 0,9 %. Частка іспаномовних становила 1,8 % від усіх жителів.
За віковим діапазоном населення розподілялося таким чином: 16,4 % — особи молодші 18 років, 59,5 % — особи у віці 18—64 років, 24,1 % — особи у віці 65 років та старші. Медіана віку мешканця становила 52,1 року. На 100 осіб жіночої статі у місті припадало 96,8 чоловіків;  на 100 жінок у віці від 18 років та старших — 98,6 чоловіків також старших 18 років.
Середній дохід на одне домашнє господарство  становив 75 304 долари США (медіана — 55 357), а середній дохід на одну сім'ю — 89 581 долар (медіана — 63 542). Медіана доходів становила 60 357 доларів для чоловіків та 32 500 доларів для жінок. За межею бідності перебувало 12,7 % осіб, у тому числі 31,2 % дітей у віці до 18 років та 7,9 % осіб у віці 65 років та старших.
Цивільне працевлаштоване населення становило 358 осіб. Основні галузі зайнятості: освіта, охорона здоров'я та соціальна допомога — 22,9 %, виробництво — 19,6 %, транспорт — 14,2 %.